# Tyrus Thompson
Tyrus Thompson (Germania, 17 novembre 1991) è un giocatore di football americano statunitense che gioca nel ruolo di offensive tackle per i Seattle Seahawks della National Football League (NFL). Scelto come 185º assoluto del Draft NFL 2015, in precedenza aveva giocato a football per i Sooners dell'Università dell'Oklahoma.

## Carriera professionistica

### Minnesota Vikings
Il 2 maggio Thompson fu selezionato al 6º giro come 185º assoluto dai Minnesota Vikings, con i quali cinque giorno dopo firmò il suo primo contratto da professionista, un quadriennale da 2,4 milioni di dollari di cui 128.808 garantiti alla firma.